# 太平桥站 (北京市)
太平桥站，是一个位于中国北京市西城区金融街街道太平桥大街与西兴盛胡同交叉路口，属于北京地铁19号线的地铁车站。本站将成为19号线、25号线与R1线的换乘站。

## 历史
2021年11月9日，本站在北京市规划和自然资源委员会发布的地名公告中由金融街站更名为太平桥站，得名原因表述为“因太平桥为本地地名原点，且为与本站附近的地面公交站名统一，故名”。
2022年7月30日，太平桥站开通运营，同时本站与1号线、2号线复兴门站之间启用虚拟换乘，乘客可在刷卡、扫码出站后，于30分钟内使用同一张卡或同一App账户在同组车站入闸，实现连续计费。

## 车站结构

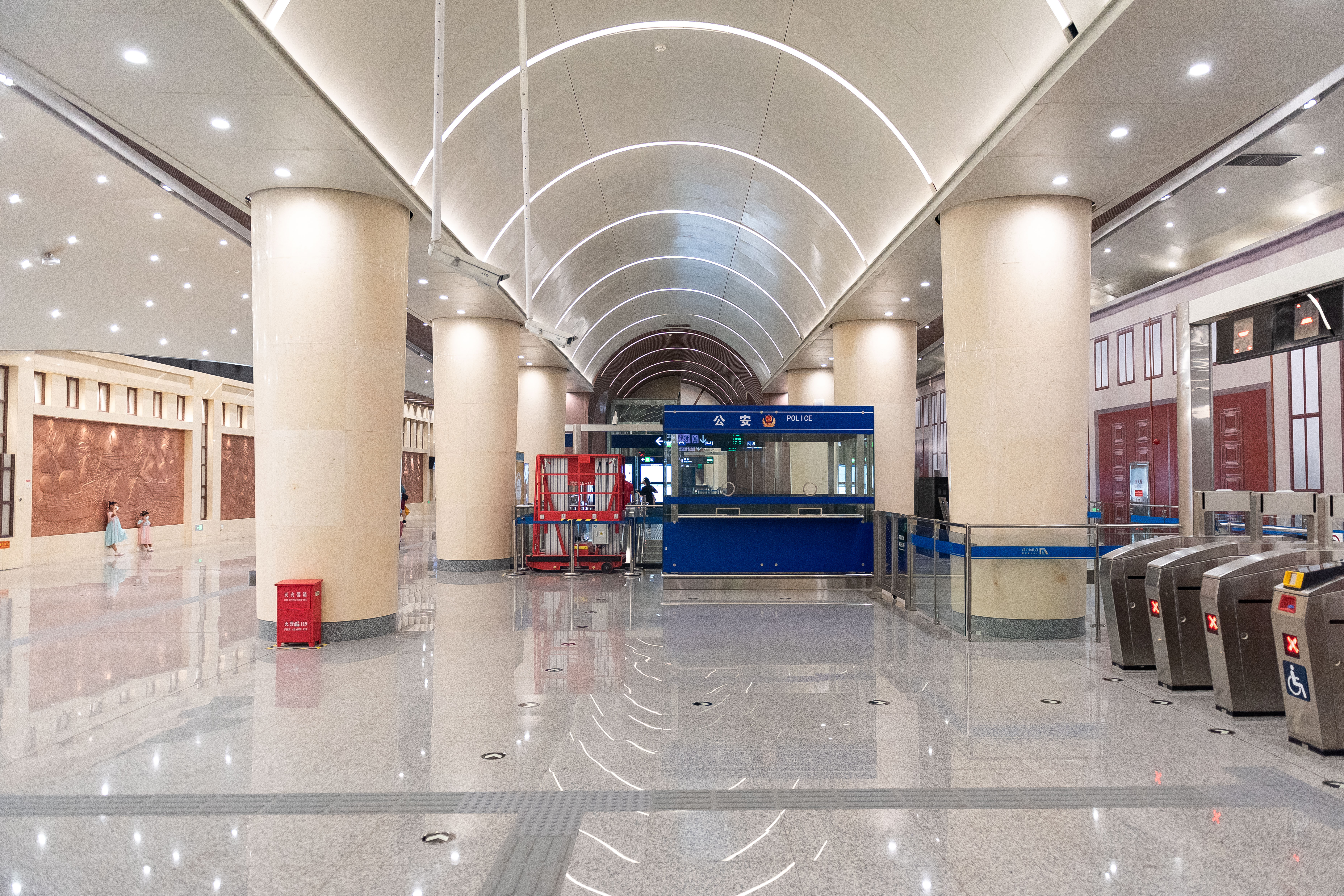
站厅

本站为地下两层双柱三跨岛式车站，计划设4个出入口。
本站的站厅墙面设有由中央美术学院实验艺术学院院长邱志杰创作的公共艺术作品《金融图语》，该作品分为“大航海是全球化的开端”、“农业被重新发明了七次”、“我本不是货币”、“运输者创造了商业”、“贸易引发的聚集”、“城市的形成”、“走出观念迷宫”、“工业革命与机械”、“信息高速公路”九幅画面。
| 地面 |                    | 出入口                           |  |  |
| B1层 | 站厅               | 客服中心、自动售票机、进出站闸机 |  |  |
| B2层 |                    | █ 19号线 往牡丹园（平安里）      |  |  |
|      | 岛式站台，左侧开门 |                                  |  |  |
|      |                    | █ 19号线 往新宫（牛街）          |  |  |

## 出入口

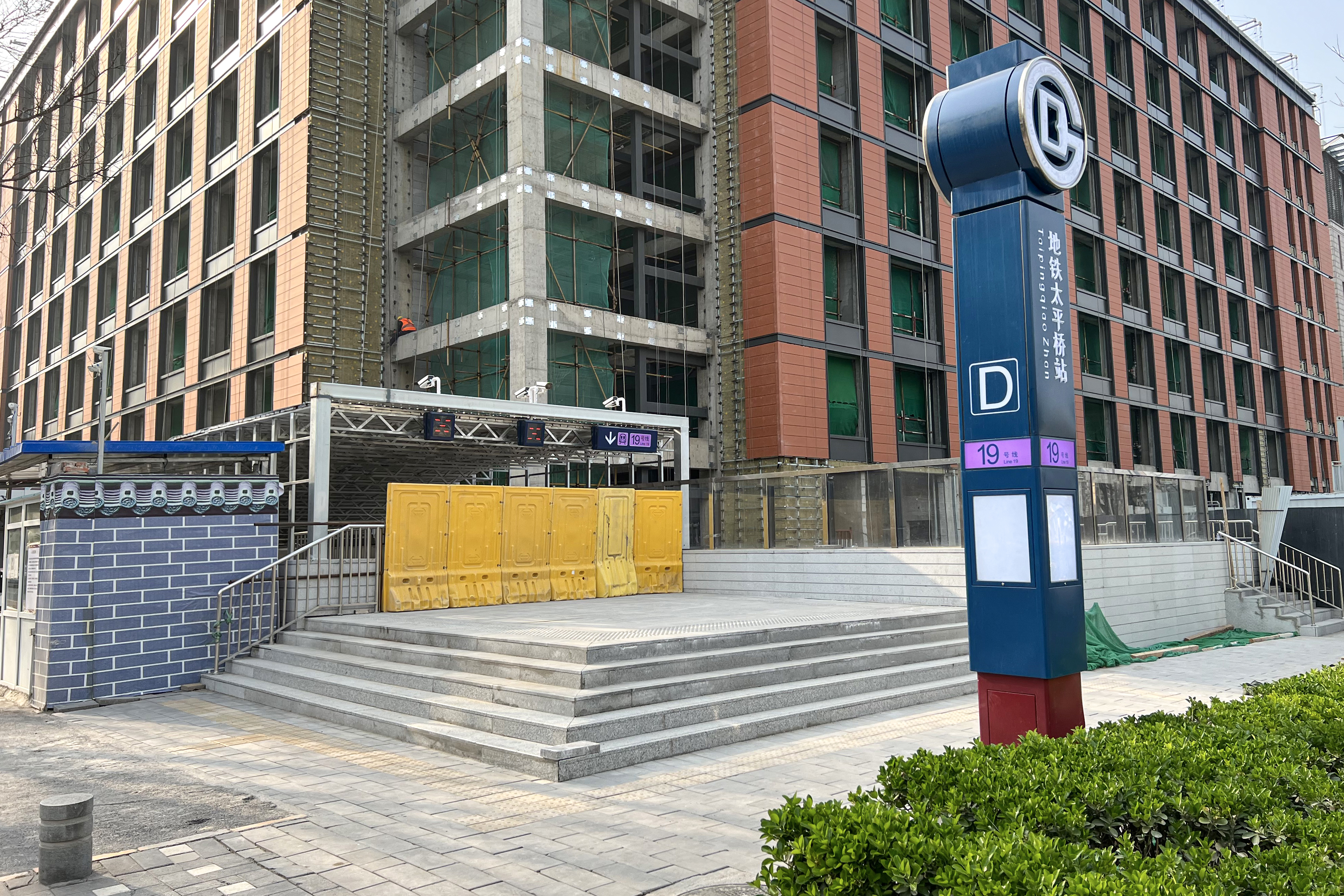
通信生产楼东南角的D口（2022年4月8日摄）

本站A出入口位于太平桥大街与西兴盛胡同路口西南侧的华荣公寓门前绿地内；B出入口、C出入口、1号安全口均位于太平桥大街与闹市口北街路口东北侧的新兴盛危改小区地块内，由该地块的开发商北京兆泰集团代建；D出入口位于闹市口北街与成方街路口西北侧，与长话大楼通信生产楼一体化建设，由中国联通代建。本站开通时，开通A、D两个出入口，其中D口设有爬楼车。
|                           |                    |                                |        |            |
| 编号                      | 指示               | 建议前往的目的地               | 图片   | 无障碍设施 |
| 出口 · A                  | 太平桥大街（西侧） | 西兴盛胡同、广成街、太平桥大街 |        | 不適用     |
| （暂缓开通）              | 太平桥大街（东侧） | 二龙西路、太平桥大街、二龙路   | 不適用 | 不適用     |
| （暂缓开通）              | 太平桥大街（东侧） | 太平桥大街、二龙路             | 不適用 | 不適用     |
| 出口 · D · 轮椅辅助车标志 | 太平桥大街（西侧） | 成方街、广成街、复兴门内大街   |        |            |
| 註： 設有輪椅輔助車       |                    |                                |        |            |